# Danira Boukhriss
Danira Boukhriss Terkessidis (Vilvoorde, 12 agosto 1990) è una giornalista e conduttrice televisiva belga.

## Biografia
Sua madre è di origine greca e suo padre di origine marocchina. Boukhriss ha studiato lingua e letteratura (Olandese, Inglese e Spagnola) presso la Vrije Universiteit Brussel (Libera Università di Bruxelles) e ha lavorato fin dal 2012 presso la televisione pubblica fiamminga VRT. Il suo primo incarico è stato dietro le quinte come responsabile del programma Vlaanderen Vakantieland e in seguito nel 2013 è passata al reparto stampa della rete fiamminga VRT, dove ha lavorato principalmente come giornalista televisiva per il telegiornale Het Journaal. Nel 2015, si è trovata involontariamente sotto i riflettori a causa di accuse razziste durante un'inchiesta su una manifestazione di Pegida.
Oltre il suo lavoro giornalistico, Boukhriss ha presentato dall'autunno del 2013 fino all'autunno del 2014 sul canale fiammingo Canvas il programma di reportage Login. Dall'autunno 2015 alla metà del 2016 ha presentato il programma di reportage Koppen XL su VRT 1. Nel 2016 ha lasciato temporaneamente l'incarico di reporter per Het Journaal per dedicarsi al programma gastronomico Over Eten, che da quell'anno conduce insieme a Kobe Ilsen.
Nel 2015, Boukhriss ha partecipato alla tredicesima stagione del quiz televisivo De Slimste Mens ter Wereld, in cui da finalista ha perso il 17 dicembre 2015 contro l'attore e presentatore televisivo Tom Waes.
Nell'autunno 2017, ha co-presentato il rinnovato Steracteur Sterartiest con Peter Van de Veire. Nel maggio 2018, ha annunciato i punti del Belgio all'Eurovision Song Contest. Nello stesso autunno è seguita una terza stagione di Over Eten ed è stata ospite del programma Die Huis.
Da settembre 2019 a novembre 2020 è stata conduttrice di Vandaag, un talk show che ha seguito Van Gils & Gasten.
Nel maggio 2021, ha potuto annunciare per la seconda volta i punti del Belgio all'Eurovision Song Contest.
Nell'agosto 2021 presentato il programma #weetikveel sulla radio fiamminga Radio 1, come sostituta di Kobe Ilsen.
Nel 2022 ha presentato insieme a Koen Wauters e James Cooke il programma televisivo di beneficenza Oekraïne 12-12 ed è diventata presentatrice dei Music Industry Awards, ovvero i premi annuali per la musica fiamminga assegnati dalla VRT. Successivamente Over eten torna in TV, di nuovo con Boukhriss e Ilsen come conduttori. Boukhriss è diventata in seguito presentatrice di De Repair Shop su VRT 1.
Nell'autunno del 2022 ha preso parte al quiz De Allerslimste Mens ter Wereld in cui ha partecipato per dodici episodi consecutivi ed è stata alla fine la vincitrice della stagione.
Nel 2023 ha preso parte al programma della VTM The Masked Singer e si è ritirata nel decimo episodio. Si è esibita indossando il costume di Foxy Lady, un personaggio di fantasia, e ha conquistato il quinto posto. Quell'anno ha preso parte insieme a Davy Parmentier al programma The Big Bang.

## Televisione
- The Big Bang (2023) - nei panni di se stessa al fianco di Davy Parmentier
- De Slimste Mens ter Wereld (2023) - nei panni di se stessa
- Kastaar! (2023-2024) - come presentatrice insieme a Koen Wauters e Gert Verhulst
- The Masked Singer (2023) - nel ruolo di Foxy Lady
- The Repair Shop (2022-2023) - come presentatrice
- I MIA (2022) - come presentatrice
- Oekraïne 12-12 (2022) - come presentatrice insieme a Koen Wauters e James Cooke
- De Allerslimste Mens ter Wereld (2022) - come candidata e vincitrice
- Popquiz (2021) - nei panni di se stessa
- Code van Coppens (2021) - nei panni di se stessa insieme a Nora Gharib
- Eurovision Song Contest 2021 (2021) - come annunciatrice dei punti della giuria del Belgio
- De Positivo's (2020) - come se stessa
- Gert Late Night (2020) - come ospite
- Beste Kijkers (2020) - come se stessa
- Vandaag (2019-2020) - come presentatrice
- Is er een dokter in de zaal? (2019) - come se stessa
- Dag Sinterklaas (2019) - nel ruolo di Laurien
- De drie wijzen (2018) - nel ruolo di se stessa
- Eurovision Song Contest 2018 (2018) - come annunciatrice dei punti della giuria del Belgio
- Olly Wannabe (2018) - nel ruolo di se stessa
- Peace on Earth (2017-2019, 2022) - come ospite/giuria
- Die Huis (2017) - come ospite
- Twee tot de zesde macht (2017, 2020) - nel ruolo di se stessa
- Steracteur Sterartiest (2017) - come presentatrice insieme a Peter Van de Veire
- Over Eten (2016-2022) - come presentatrice insieme a Kobe Ilsen
- Jonas & Van Geel (2016) - nei panni di se stessa
- De Ideale Wereld (2016) - nei panni di se stessa
- Koppen XL (2015-2016) - come presentatrice
- De allesweter (2015-2017) - come membra del panel e della giuria
- De Slimste Mens ter Wereld (2015) - come candidata

## Vita privata
Ha una relazione con l'attore Ward Kerremans e ha avuto un figlio con lui.